# Onthophagus sahai
Onthophagus sahai är en skalbaggsart som beskrevs av Biswas och Sankar Chatterjee 1986. Onthophagus sahai ingår i släktet Onthophagus och familjen bladhorningar. Inga underarter finns listade i Catalogue of Life.